# Moritz Fall
Moritz Fall   (Holešov, 5 d'agost de 1848 - Viena, 22 de juliol de 1922) fou mestre de capella i compositor i va ser pare de Leo Fall, Richard Fall i Siegfried Fall, tots músics.

## Obres
- Prince Loafer (Les aventures d'un cap d'any) (Urbanski), òpera en 3 actes (1884 Lemberg)
- Mirolan (Regine von Heine-Geldern), opereta còmic-romàntica en 3 actes (1887 Linz)
- Opereta de Robin Hood 3 actes (1891)
- The Model (Kallenberg), opereta en 3 actes (1892 Berlín)
- Berlin Predators (Leopold Ely), farsa 4 actes (1895 Berlín)
- Bad Boys (Leopold Ely), farsa (1896 Berlín)
- Especialitats (Ludwig Fernand), obra popular 5 actes (1896 Stettin)
- Firefly (Ludwig Fernand i Alfred Schönfeld, segons Eugène Scribe), opereta en 3 actes (1899 Magdeburg)
- Bulgària (Hans Buchholz i Josef Dill), peça escènica amb veu (1899 Berlín)
- La fi del món (Josef Dill i Carl Weiß), escenari amb veu (1899 Berlín)
- The Green Karl (Drechsler, Wach i Jacques Burg), obra popular (1902 Berlín)

Fonts: